# Edward L. Cahn
Edward L. Cahn (* 12. Februar 1899 in New York; † 25. August 1963 in Los Angeles) war ein US-amerikanischer Filmregisseur und Filmeditor.

## Leben
Cahn besuchte ab 1917 die University of California, Los Angeles. Während seines Studiums war er als Regieassistent und Editor an vier Filmen der Schauspielerin Alla Nazimova beteiligt. 1926 wurde er Chefeditor bei der Universal.
Fünf Jahre später begann Cahn seine Tätigkeit als Regisseur, und bereits sein zweiter Film, der Western Gesetz und Ordnung fand große Beachtung. In den folgenden Jahren entwickelte sich Cahn jedoch zum typischen „Fließbandregisseur“, der jährlich bis zu einem Dutzend Kriminalfilme, Kriegsfilme und Horrorfilme inszenierte. So wurde er zu einem zwar vielbeschäftigten, aber auch als „Edward L. Can’t“ („Edward L. schafft es nicht“) verspotteten Schöpfer von zahlreichen B- und C-Filmen.
Sein Bruder Philip Cahn (1894–1984) war als Filmeditor tätig, ebenso sein Neffe Dann Cahn (1923–2012).

## Filmografie (Auswahl)
- 1927: Hingabe (Surrender!), (nur Schnitt)
- 1928: Der Mann, der lacht (The Man Who Laughs), (nur Schnitt)
- 1929: Broadway, (nur Schnitt)
- 1929: Illusion (The Last Performance) (nur Schnitt)
- 1932: Gesetz und Ordnung (Law and Order)
- 1932: Radio-Polizei-Patrouille (Radio Patrol)
- 1941: Main Street on the March! (Dokumentarfilm)
- 1941: Plan for Destruction (Dokumentar-Kurzfilm)
- 1944: Main Street Today (Dokumentar-Kurzfilm)
- 1945: Gefährliche Partnerschaft (Dangerous Partners)
- 1948: Goodbye, Miss Turlock (Kurzfilm)
- 1948: Annie Was a Wonder (Kurzfilm)
- 1955: Creature with the Atom Brain
- 1955: Verratene Frauen (Betrayed Women)
- 1956: Kampf der Hyänen (Girls in Prison)
- 1956: Geschöpf des Schreckens (The She-Creature)
- 1957: Invasion of the Saucer Men
- 1957: Lederjacken rechnen ab (Motorcycle Gang)
- 1958: Todesfalle Pazifik (Suicide Battalion)
- 1958: It! The Terror from Beyond Space
- 1959: Gangster, Gin und scharfe Hasen (Guns, Girls, and Gangsters)
- 1959: Gefahr in Havanna (Pier 5, Havana)
- 1959: Jugend ohne Gesetz (Riot in Juvenile Prison)
- 1959: Razzia auf Callgirls (Vice Raid)
- 1959: Die schwarze Hand der Mafia (Inside the Mafia)
- 1960: Abrechnung in Abilene (Gunfighters of Abilene)
- 1960: Im Visier (The Walking Target)
- 1960: Morgen sollst Du sterben (Noose for a Gunman)
- 1960: Zwölf Stunden lauert der Tod (Twelve Hours to Kill)
- 1961: Zwischen den Fronten (Frontier Uprising)
- 1961: Brennpunkt Burma (Operation Bottleneck)
- 1962: Die Schönheit und das Ungeheuer (Beauty and the Beast)